# Cappella di San Genesio
La cappella di San Genesio si trova a San Genesio, nel comune di San Miniato, in provincia di Pisa, diocesi di San Miniato.

## Storia
La piccola cappella ricorda il luogo in cui sarebbe sorta l'antichissima chiesa di San Genesio a Vico Wallari, citata per la prima volta in un documento del 715. Per la sua posizione strategica presso la confluenza dell'Arno con l'Elsa, e vicino all'incrocio della via Francigena con la via Pisana, Vico Wallari ebbe una importanza straordinaria. 
Fra l'VIII e il XIII secolo fu sede di assise politiche e di concili, e ospitò imperatori, pontefici e vicari. Con lo sviluppo del castello di San Miniato iniziò la sua decadenza. Nel 1216 Federico II lo concesse ai Sanminiatesi e fissò il passaggio della strada Pisana sul crinale, escludendolo dal flusso viario. Perduta la posizione di prestigio, nel 1248 fu completamente distrutto dai Sanminiatesi.
L'oratorio dedicato a San Genesio fu eretto dal vescovo di San Miniato mons. Torello Pierazzi nel 1841. Sulla facciata è inserita un'epigrafe dettata dal canonico sanminiatese Pietro Bagnoli che riporta, in forma sintetica, la storia dell'antica pieve:

## Interno
L'interno è costituito da un unico piccolo ambiente rettangolare. Sulla parete di fondo è collocato l'altare in pietra, realizzato in epoca recente. Al centro del pavimento, realizzato in cotto, si trova la lastra tombale di Enrichetta Marcol di Nancy di Lorena, morta nel 1857, all'età di 76 anni. La nobildonna era la moglie di Stefano Alli-Maccarani nobile sanminiatese, e madre di Silvio, Maurizio e Francesco Maria Alli Maccarani, quest'ultimo vescovo di San Miniato al momento della morte della madre. Di seguito il testo dell'epigrafe funeraria: